# Half-Life: Decay
Half-Life: Decay es una expansión oficial para la versión de PlayStation 2 del juego de acción en primera persona para PC, Half-Life, desarrollado por Gearbox Software y una parte de Valve, publicado en 2001.
Al igual que en las otras expansiones oficiales basadas en el universo de Half-Life, Decay vuelve al mismo escenario y el mismo tiempo que la historia original, pero con diferentes personajes jugables: Dos supuestas compañeras de trabajo de Gordon Freeman, la Dra. Gina Cross y la Dra. Colette Green, protagonizan el juego. La Dra. Gina Cross es el nuevo modelo creado por Gearbox para el holograma del entrenamiento del traje HEV. La Dra. Green es un nuevo personaje completamente inventado para Decay.
Aunque Gearbox creó una versión para PC del juego, nunca fue lanzada. Posteriormente, un grupo de jugadores europeos desarrolló a su vez un port no oficial para PC. La aparición de dichos personajes demuestran por qué, al comienzo de Half-Life, faltan dos trajes HEV.

## Historia
Las doctoras Cross y Green son miembros de un grupo diferente en Vorkuta que el del protagonista de Half-Life, Gordon Freeman. Son responsables de supervisar el equipo que Gordon usa durante el experimento y son supervisadas por el Dr. Rosenberg (que también aparece en Turno Azul, Blue Shift) y el Dr. Kleiner. Cross y Green entregan las muestras otorgadas por el Administrador de Black Mesa, Wallace Breen, a Freeman justo antes de que ocurra el incidente. Al igual que Freeman, se ven obligadas a luchar por sobrevivir luego del desastre producido por la cascada de resonancias.
Cross y Green ayudan a Rosenberg para llegar al sitio donde luego de ser capturado por los militares y llevado a otra zona de la instalación, lo encuentra Barney Calhoun en Blue Shift. Luego preparan un satélite para ser lanzado (un acontecimiento visto en Half-Life) y justo después usan el satélite en tándem con equipamiento terrestre para tratar de cerrar la cascada de resonancias.

## Capítulos
La historia de la expansión oficial está dividida en un total de 10 capítulos:
- 1 -  Acceso dual: Las doctoras Gina Cross y Colette Green llegan a los laboratorios del sector C, y son encargadas de supervisar el experimento y llevarle el cristal al Dr. Freeman, sin embargo el experimento sale mal y hace que criaturas alienígenas se tele-transporten a las instalaciones.

- 2 - Curso peligroso: Luego del incidente, las doctoras Cross y Green, junto con el Dr. Rosenberg deben dirigirse a la superficie para pedir ayuda. Para ello deben atravesar la pista de entrenamiento.

- 3 - Llamada de la superficie: Los supervivientes logran llegar a la superficie, y para pedir ayuda deben encontrar una forma de entrar al edificio de comunicaciones. Una vez dentro, los doctores logran alinear el satélite y Rosenberg contacta al ejército mientras que Gina y Colette regresan con Keller al sector C

- 4 - Resonancia: De regreso en el sector C, el Doctor Keller les da a las doctoras la tarea de restablecer los campos de onda para prevenir otra cascada de resonancia. Sin embargo esto fracasa ya que una entidad está manteniendo la grieta abierta desde el otro lado.
- 5 - Violencia doméstica: Keller traza un plan para usar el equipo prototipo en los laboratorio Gamma para sellar la grieta, para lograr eso las doctoras Cross y Green deben primero localizar un guardia de seguridad en los departamentos que conozca los códigos de señal de un satélite que controla los principales sistemas de recuperación.

- 6 - Código Verde: Para que el plan funcione las doctoras deben introducir los códigos en el satélite antes de que sea lanzado. Para ello deben llegar al centro de control aéreo, y luchar contra los soldados de la H.E.C.U.

- 7 - Fuego cruzado: Una vez introducidos los códigos, Gina y Colette deben infiltrarse en las áreas subterráneas de los laboratorios Gamma para subir el equipo prototipo que se debe usar para sellar la fisura dimensional.

- 8 - Intensidad: Para activar el prototipo Gina y Colette deben ir a los laboratorios de cuarentena alienígena, los cuales están infestados de criaturas de xen y activar la energía principal.

- 9 - Grieta: Con todo ya preparado Gina y Colette deberán activar y defender la antena de las criaturas de xen para lograr una inversión de resonancias, la cual podría cerrar la fisura dimensional. Las doctoras lo logran y son temporalmente tele-transportadas por diferentes áreas de las instalaciones (presenciando a Barney Calhoun tele-transportarse desde xen) antes de volver con Keller, quien les informa que han triunfado.

- Capítulo desbloqueable - Ataques de Xen: Dos esclavos Vortigaunts llamados X-8973 y R-4913 deberán infiltrarse en los estacionamientos subterráneos de Black Mesa, luchar contra los marines y comandos negros, y recuperar la muestra cristalina que se utilizó en las pruebas de Black Mesa y llevarla de vuelta a su controlador: Nihilanth.

## Armas
El jugador puede obtener muchas de las armas encontradas en Half-Life, excluyendo el Cañón Gauss, el Egon y la ballesta.

### Grupo I: Armas blancas
- Palanca: Es el arma por defecto del personaje, y la más característica del mismo. No hace mucho daño pero su ataque secundario encadena golpes rápidos, llegando a poder mutilar partes del cuerpo humano.

### Grupo II: Armas ligeras
- Beretta: Una pistola muy precisa, incluso a grandes distancias. Con la acción secundaria se puede disparar más rápido, pero de forma muy imprecisa.

- Colt Python en .357 Magnum: Este revólver es tan preciso como la Beretta, pero de increíble potencia. Sus desventajas son que se encuentran pocas balas de esta arma, su tambor solo admite seis balas y debido al gran retroceso que posee, tiene una baja cadencia de disparos precisos.

### Grupo III: Armas medianas
- M4A1 con M203: Una carabina (equipada con lanzagranadas) muy útil contra ciertas amenazas, pero es imprecisa en largas distancias. Con la acción secundaria se dispara el lanzagranadas. Lleva hasta 50 balas en un cargador, y hasta 10 granadas en total.

- SPAS-12: Es muy poderosa a distancias cortas e imprecisa a largas distancias. Con la acción secundaria se disparan dos cartuchos, pero tarda más en recargar.

### Grupo IV: Armas pesadas
- Lanzamisiles: Un poderoso lanzamisiles portátil que produce una demoledora explosión. Su desventaja es que tan solo se pueden llevar 6 misiles. Con la acción secundaria se puede activar o desactivar el designador láser para dirigir el misil.

### Grupo V: Explosivos
- Granada Mk 2: Granadas de fragmentación de las cuales se pueden llevar hasta 10. Cuanto más se aguante el lanzamiento de una granada, tardará menos en explotar, incluso llegando a explotarle en la mano al propio jugador.

- Snarks: Son pequeños monstruos de Xen carnívoros, que pueden ser lanzados para que ataquen con sus poderosas mandíbulas a todo ser vivo que se encuentren en el camino. Tras un tiempo limitado estallan y si no encuentran a nadie, vuelven para atacar al jugador. Pueden llevarse hasta 15 Snarks.

## Juego
A diferencia de las otras expansiones oficiales de Half-Life, que solo eran para un jugador, Decay está diseñado como un juego multijugador. Aunque también puede jugarse con una sola persona intercambiando los dos personajes. Muchos puzzles y situaciones de combate requieren la cooperación de los dos personajes.
Esta expansión oficial es el único basado en Half-Life con la pantalla dividida.
Decay tiene un sistema de ranking en todas sus misiones, con una puntuación que va desde la F (peor) a la A (mejor) basado en la precisión, el número de muertes de enemigos y el daño sufrido. Si todos los niveles han sido archivados con el nivel A, una misión extra, Xen Attacks, puede ser jugada manejando un par de Vortigaunts.